# Bijan Zolfagharnasab
Bijan Zolfagharnasab (en persa: بیژن ذوالفقارنسب‎, Sanandaj, Irán; 7 de junio de 1949) es un exfutbolista y entrenador de fútbol de Irán que jugaba en la posición de defensa.

## Carrera

### Club
| Periodo   | Club           |
| --------- | -------------- |
| 1970–1974 | PAS Teherán FC |
| 1974–1979 | Persepolis FC  |

### Selección nacional
Jugó para Irán de 1973 a 1977 con la que jugó 13 partidos sin anotar goles, ganó la Copa Asiática 1976 y participó en los Juegos Olímpicos de Montreal 1976.

### Entrenador
| Periodo   | Club                |
| --------- | ------------------- |
| 1988–1991 | Gostaresh           |
| 1992–1993 | Esteghlal FC        |
| 1993–1997 | Saipa FC            |
| 1997–1998 | Shahrdari Tabriz FC |
| 1998–1999 | PAS Teherán FC      |
| 2000–2002 | Mes Kerman FC       |
| 2002–2004 | Paykan FC           |
| 2004–2006 | Saipa FC            |
| 2006–2007 | Bargh Shiraz FC     |
| 2007–2008 | Zob Ahan FC         |
| 2008      | Damash Gilan        |
| 2009      | Sanat Naft FC       |

## Logros

### Jugador

#### Club
- Liga de Fútbol de Irán: 1

1975/76
- Copa Hazfi de Teherán: 1

1978/79

#### Selección nacional
- Copa Asiática: 1

1976

### Entrenador
- Copa Hazfi: 1

1993/94
- Liga Azadegan: 2

1993/94, 1994/95